# Alfántega
Alfàntega (en castellà i oficialment, Alfántega) és un municipi aragonès a la província d'Osca i enquadrat a la comarca del Cinca Mitjà.